# 노도철
노도철(1971년 ~ )은 대한민국의 드라마 PD이다.
서울대학교 불문과 재학시절 프랑스문화원의 프랑스어 연극 동아리 활동을 했고, 드라마 연출의 꿈을 안고 1996년 MBC에 입사했으나 당시 선배이던 주철환(당시 MBC 예능본부 PD)의 권유로 예능본부 소속의 PD가 되었다. 이후 《일요일 일요일 밤에 - 게릴라 콘서트》와 《느낌표 - 하자하자》 등을 맡아 높은 시청률을 만들어냈다. 또한 《두근두근 체인지》의 머리를 감으면 미인으로 변하는 샴푸, 《안녕, 프란체스카》의 한국에 건너온 흡혈귀 가족이라는 독특한 설정으로 마니아 시트콤를 탄생시켰으며, 청춘남녀들의 연애담을 솔직대담하게 펼친 《소울메이트》을 만들며 독특한 연출로 든든한 팬층을 확보하고 있다. 2007년 MBC 드라마본부로 옮겨 2부작 드라마 《우리들의 해피엔딩》을 시작으로 드라마 PD로서 활동하고 있다.

## 학력
- 서울대학교 불어불문학 학사
- 서강대학교 영상대학원 석사

## 경력
- 1996년 12월 ~ 2019년 9월 : MBC 드라마본부 PD
- HB엔터테인먼트

## 연출 작품

### 드라마
| 연도   | 제목               | 역할 | 작가                   | 참고              |
| ------ | ------------------ | ---- | ---------------------- | ----------------- |
| 2004년 | 두근두근 체인지    | 연출 | 신정구, 조진국         |                   |
| 2005년 | 안녕, 프란체스카   | 연출 | 신정구, 조진국         | 1 · 2시즌         |
| 2006년 | 소울메이트         | 연출 | 조진국, 박은정, 남지연 | 선혜윤과 공동연출 |
| 2008년 | 우리들의 해피엔딩  | 연출 | 여지나                 | 2부작             |
| 2008년 | 종합병원2          | 연출 | 최완규, 권음미, 노창   |                   |
| 2011년 | 반짝반짝 빛나는    | 연출 | 배유미                 |                   |
| 2014년 | 엄마의 정원        | 연출 | 박정란                 | 권성창과 공동연출 |
| 2017년 | 군주 - 가면의 주인 | 연출 | 박혜진, 정해리         | 박원국과 공동연출 |
| 2018년 | 검법남녀           | 연출 | 민지은, 원영실         | 현라회와 공동연출 |
| 2019년 | 검법남녀 2         | 연출 | 민지은, 조원기         | 한진선과 공동연출 |
| 2022년 | 킬힐               | 연출 | 신광호, 이준우         |                   |

### 예능
- 2000년 《일요일 일요일밤에 - 게릴라콘서트》

첫 회 조성모 편부터 HOT, god, SES, 핑클, 강현수, 박지윤, 엄정화, 서경석 & 김장훈, 세친구, 유승준, 샤크라 & 샵의 더블게릴라 콘서트까지
- 2001년 《느낌표 - 하자하자》

제1탄 아침밥 먹자 /제2탄 얘들아 헬맷 쓰자 /제3탄 얘들아 행복하니